# 혐신론
혐신론(영어: misotheism)은 신을 혐오하는 태도다. 신이 전적으로 선하지 않을 수도 있으며 어쩌면 악할 수도 있다는 믿음인 악신론과도 관련이 있다.
선사시대부터 많은 다신교의 신들은 완전히 선하지도 악하지도 않은 것으로 가정되어 왔고, 요루바교의 에슈나 북유럽 신화의 로키 같은 악신들이 존재했다. 영지주의에서도 데미우르고스라는 신은 사악한 존재로 묘사된다. 신을 최고선으로 여기는 일신교적 개념에서는 신이 완전히 선하지 않을 수 있다는 의혹은 그 자체로 모순이 된다. 하지만 신정론의 맥락에서 이런 의혹은 발생해 왔고, 일신론의 신의 특정한 묘사나 속성에 대한 비판으로서 혐신론적 태도를 가질 수 있다. 괴테의 『프로메테우스』(1770년대)는 혐신론을 표현한 가장 유명한 문학 작품이다.
일부 다신교에서는 신의 숭배를 중단함으로써 신에게 벌을 가하는 것이 가능하다고 여겨졌다. 예컨대 『흐라픈켈의 사가』의 주인공 흐라픈켈은 프레위르 신을 모셨으나, 그의 프레위르 신전이 불타고 그 자신은 노예의 신세가 되자 “신을 믿는 것은 어리석은 짓”이라고 말하고, 그 뒤로 다시는 블로트를 하지 않았다고 한다. 사가들에서는 이런 입장을 "신 없는"(영어: god-less)이라는 뜻의 "고들라우스"(고대 노르드어: goðlauss)라고 했다. 야코프 그림도 『튜턴 신화』에서 고노르드 전설에는 신을 혐오하면서 자기 한 몸의 힘과 덕성에 의존하기로 하는 인간유형이 많은 점이 특이하다고 지적했다.

## 같이 보기
- 신명론
- 자유의지
- 신은 죽었다
- 무신론의 역사
- 도덕률
- 허무주의
- 공리주의
- 덕 윤리학